# ケネール
ケネール(アイルランド語: Cenél)はアイルランド語で「一族」を意味する、父系の血統集団を指して使われた語。主に王族に対して使用された。
- イー・ネール（英語版）のケネール
  - ケネール・ゴニル（英語版） - イー・ネールの祖である「九人の人質のニアル（英語版）」の、その息子コナル・グルヴァン（英語版）の一族。コルンバ、バイセーネ(en:Baithéne mac Brénaind)、ラシレーン（en:Lasrén mac Feradaig）、シェーゲーネ(en:Ségéne mac Fiachnaí)、クメーネ・アルヴス（英語版）、ファイルヴェ(en:Fáilbe mac Pípáin)、アドムナーン（英語版）と言った初期のアイオナ修道院長（英語版）を、その座をほぼ独占する形で輩出。タラ王ロングシェフ・マク・オイングソ（英語版）はこの一族に属す。
  - ケネール・ネオガン（英語版） - 「九人の人質のニアル」の息子エオガン（英語版）の一族。720年代からケネール・ゴニルを圧迫する形で台頭し、734年にはケネール・ネオガンのアイド・アラーン（英語版）がケネール・ゴニル出身のタラ王フラスベルタハ・マク・ロングシグを追放。以後ケネール・ゴニル出身者がタラ王の座に就くことはなかった。
  - ケネール・ヴィアハハ (Cenél Fiachach) - 「九人の人質のニアル」の息子のフィアフの一族。しかしタラの王位（英語版）からは排除されていた。
  - ケネール・ロイガリ（Cenél Lóegairi） - 「九人の人質のニアル」の息子のロイガレ（英語版）の一族。
  - ケネール・ゴルブリ（英語版）　- 「九人の人質のニアル」の息子のコルブレ（英語版）の一族。
  - ケネール・ネンディ（Cenél nÉndai） - 「九人の人質のニアル」の息子のエーンデ（Endae）の一族。

- ダール・リアダのケネール
  - ケネール・ガヴラーン（英語版） - ガヴラーン(en:Gabrán mac Domangairt)の一族。
  - ケネール・ゴヴガル（英語版） - コヴガル(en:Comgall mac Domangairt)の一族。
  - ケネール・ノイングサ（英語版） - フェルグス・モール（英語版）の兄弟であるオイングス・モール(Óengus Mór mac Eirc)の一族。
  - ケネール・ロアルン（英語版） - ロアルン（en:Loarn mac Eirc）の一族。